# The Clapper
The Clapper è un film del 2017 scritto e diretto da Dito Montiel, con protagonisti Ed Helms e Amanda Seyfried.

## Trama
Eddie Krumble di professione fa la comparsa nel pubblico di svariate trasmissioni televisive; per lui questo lavoro è una mera modalità per arrivare a fine mese e racimolare i soldi necessari a vivere e sopravvivere. Dopo la morte della moglie, Eddie insegue il sogno di avvicinarsi a Judy, giovane bionda commessa di una pompa di benzina: la timidezza e la perseveranza istintiva dei due li porta a conoscersi meglio. Tutto procede per il meglio quando Eddie diventa il protagonista indiscusso di video virali. Con la caccia all’uomo ufficialmente aperta, per i due (forse) innamorati diventa sempre più complicato stare l’uno vicino all’altra.

## Distribuzione
Il film è stato presentato in anteprima il 23 aprile 2017 al Tribeca Film Festival.

## Premi e riconoscimenti
- Razzie Awards 2018
  - Candidatura alla peggior attrice protagonista a Amanda Seyfried